# Aleksandra Kurzak
Aleksandra Kurzak, née le 7 août 1977 à Brzeg Dolny, est une chanteuse soprano polonaise.

## Biographie
Aleksandra Kurzak a fait des études à l'Académie de musique Karol-Lipiński de Wrocław (pl) (AMKL) puis à la Hochschule für Musik und Theater Hamburg.
En 2014, elle donne naissance à Malena, dont le père est Roberto Alagna. Ils se marient le 16 novembre 2015 à Wrocław (Pologne).

## Ses rôles
- Aspasia dans Mitridate, re di Ponto (Covent Garden),
- Cléopâtre dans Giulio Cesare in Egitto de  Haendel
- Adela dans Die Fledermaus à Munich
- Norina dans Don Pasquale de Donizetti à l'opéra de Palerme et au Covent Garden
- Adina dans L'elisir d'amore de Donizetti
- Gilda dans Rigoletto de Verdi à l’opéra de Toulouse,
- Ännchen dans Der Freischütz durant le festival de Salzbourg,
- Blondchen dans Die Entführung aus dem Serail de Mozart à l'Opéra lyrique de Chicago ainsi qu'au Metropolitan Opera de New York
- Maria dans La Fille du régiment de Donizetti à l'Opéra de Hambourg
- Zuzanna dans Les Noces de Figaro de Mozart à l'opéra de Hambourg, ainsi qu'au Covent Garden
- Fiorilla dans Le Turc en Italie de Rossini à l'opéra de Hambourg
- Gilda / Gretel dans Hänsel und Gretel d'Engelbert Humperdinck à l'Opéra de Hambourg
- Olimpia dans Les Contes d'Hoffmann d'Offenbach au Metropolitan Opera, New York.
- Gilda dans Rigoletto de Verdi au Metropolitan Opera
- Matilde dans Matilde di Shabran au Covent Garden
- Rosina dans Le Barbier de Séville de Rossini
- Donna Anna dans Don Giovanni de Mozart au théâtre de Vienne
- Micaela dans Carmen de Bizet à l'Opéra national de Paris
- Violetta Valéry dans La traviata de Verdi à l'Opéra national de Paris (rôle filmé aussi dans le film Violetta réalisé par Julie Deliquet dans le cadre du projet « La 3e Scène »)

## Albums
- Chopin: Songs (2010) - avec Mariusz Kwiecień et Nelson Goerner
- Gioia!  (2011) -  1 × Platine en Pologne
- Hej, kolęda! (2012) - avec Sebastian Karpiel-Bułecka (pl) et le Sinfonia Varsovia
- Bel Raggio (2013) - avec Sinfonia Varsovia (direction Pier Giorgio Morandi (de))[2]
- Puccini in Love (2018) - avec Roberto Alagna

## Distinctions
Elle a notamment été lauréate du premier prix au Concours international Stanisław-Moniuszko (pl) en 1998, et d'autres concours à Helsinki, Barcelone et Canton.
Elle est récipiendaire de la médaille du Mérite culturel polonais Gloria Artis.
Elle reçoit un International Opera Award dans la catégorie « Prix des lecteurs » en 2015.